# Rubus anglobelgicus
Rubus anglobelgicus är en rosväxtart som beskrevs av David Elliston Allen och H. Vannerom. Rubus anglobelgicus ingår i släktet rubusar, och familjen rosväxter. Inga underarter finns listade i Catalogue of Life.